# Márcio Santoro
Márcio Santoro (São Paulo, 29 de agosto de 1970) é sócio, copresidente, CEO e cofundador da agência Africa Creative, umas das dez maiores agências de publicidade do Brasil, que faz parte do Grupo Omnicom.

## Trajetória profissional
Santoro iniciou sua carreira como publicitário aos 17 anos como estagiário na agência de publicidade DPZ. Nos anos seguintes trabalhou nas agências de publicidade Lowe e DM9DDB.
Márcio é formado pela Escola Superior de Propaganda e Marketing ESPM, especializado em comunicação integrada pela Kellogg School of Management e pós-graduado na Harvard Business School no curso Owners and President Management (OPM). Em dezembro de 2002, Santoro fundou a Africa, agência de publicidade do Grupo ABC, maior holding de comunicação da América Latina com os sócios Nizan Guanaes, Sergio Gordilho, Luiz Fernando Vieira e Olivia Machado.
De 2008 a 2014, a Africa foi eleita a agência de publicidade mais admirada do mercado, pela revista CartaCapital.
Em 2010, tornou-se copresidente da Africa ao lado de Sergio Gordilho. Sob sua liderança, a Africa é responsável pela comunicação das marcas Itaú, Brahma, Vivo, Procter & Gamble, entre outras.
Em dezembro de 2014, Márcio se tornou sócio do Grupo ABC, maior holding de comunicação da América Latina e 19º maior do mundo.
Em 2015, a DDB Wordwhile, do Grupo Omnicon adquiriu o Grupo ABC. 
Em abril de 2023, a agência Africa chegou ao seu terceiro ciclo com a volta da sociedade Sergio Gordilho e Márcio Santoro da agência como sócios, adicionando ‘Creative’ ao nome (Africa Creative) para reforçar a maior personalidade da agência - a criatividade.  
Em novembro de 2023, Márcio Santoro e Sergio Gordilho se juntaram a Cristina Naumovs para lançar o UNAH, uma holding com o objetivo de investir em empresas da economia criativa. 

## Prêmios e indicações
Em 2006, Márcio Santoro venceu o prêmio de Melhor Profissional de Atendimento pelo prêmio Caboré.
Santoro foi eleito o melhor Dirigente/ Empresário da Indústria da Comunicação pelo prêmio Caboré, premiação da indústria de comunicação brasileira e Dirigente do Ano pela Associação dos Profisisonais de Propaganda em 2014.
Ainda em 2014, Márcio foi eleito um dos 10 profissionais de comunicação segundo o Meio e Mensagem.
No mesmo ano, em 2014, a Africa foi eleita a Agência Internacional do Ano pelo Advertising Age, revista estadunidense referência da publicidade, pelo seus trabalhos de mídias digitais para a empresa Procter & Gamble e o desenvolvimento dos comerciais do Banco Itaú durante a Copa do Mundo FIFA de 2014 apontada pela Adweek, publicação de publicidade, como uma das uma das agências mais criativas do mundo. A Africa também recebeu o prêmio Prêmio DCI – Empresas Mais Admiradas, na categoria de Marketing e Publicidade em 2014.
Em 2015, entrou para o Hall da Fama do Marketing Nacional pela Abramark e em 2017 foi eleito Agency Innovator pela organização The Internationalist, sendo o único brasileiro apontado na seleta lista. 
Em 2018, Santoro foi o homenageado do ano no Prêmio Affonso Serra, que reconhece os mais importantes profissionais e líderes da área de atendimento e gestão no Brasil.
Em 2023, no ano da sua volta com a de Sergio Gordilho na sociedade da empresa, a agência Africa Creative alcançou diversos prêmios, incluindo o Titanium em Cannes - prêmio que o Brasil não recebia há 11 anos.

Em 2023, ele e Sergio Gordilho foram eleitos como 'Publicitários do Ano' pelo Prêmio Colunistas Brasil.